# Metal Hammer Golden Gods Awards
Les Metal Hammer Golden Gods Awards sont des récompenses décernées annuellement par le magazine britannique Metal Hammer aux groupes de métal, musiciens s'étant illustrés dans diverses catégories...
Ils sont créés en 2003 par Chris Ingham de TeamRock.com (éditeur de Metal Hammer et bien d'autres magazines de musique).
Les cérémonies se déroulent dans divers lieux de Londres : The Forum (2003), Ocean (2004), Astoria Theatre (2005), KOKO (2006-2007), IndigO2 (2008-2015), Eventim Apollo (2016).
Le sponsor principal de l'événement est Orange Amplication un fabricant britannique d'amplificateurs.
Le nombre de catégories est variable suivant les années et les prix sont attribués par un vote des fans via un site dédié. Il y a également des prix honorifiques.
Parmi les lauréats, on compte :
- des groupes tels que Slipknot, Alice In Chains, Gojira, Metallica ou encore Nightwish
- des musiciens comme Richie Faulkner, Devin Townsend ou encore Mike Portnoy
- des labels comme Roadrunner Records ou Epitaph Records
- des personnalités promoteurs du métal comme Brian Blessed (Acteur), Anthony Vincent (Youtubeur) ou Matt Taylor (Astrophysicien)
- des événements comme la tournée du Big Four of Thrash ou le Hard Rock Hell
- plus marginalement, des médias parlant du métal ou utilisant de la musique métal comme le jeu vidéo Grand Theft Auto V ou le documentaire Martyrs of Metal du groupe Afghan District Unknown

Après le décès du musicien Dimebag Darrell considéré comme un shredder (récompensé du prix du meilleur guitariste en 2004), le prix Best Guitarist (renommé Shredder en 2005 et 2007) est renommé The Dimebags For Young Guitarist Shredder en 2006 puis Dimebag Darrell Shredder Award depuis 2008.
Le groupe le plus récompensé à ce jour est Iron Maiden avec 8 Golden Gods :
- Best Album (2016)
- Best Event (2012)
- Best U.K. Act (2004)
- Best U.K. Band (2008, 2009, 2011 et 2014)
- The Golden God (2009)

L'édition allemande de Metal Hammer réalise également une remise de récompense avec des catégories similaires mais orientées allemandes comme le Best German Band au lieu du Best U.K. Band.

## Catégories
Représentation de l'utilisation des catégories au fil du temps. Le nom de certaines catégories a changé au fil du temps mais sont représentées sur la même ligne.

## Prix par années

### 2003

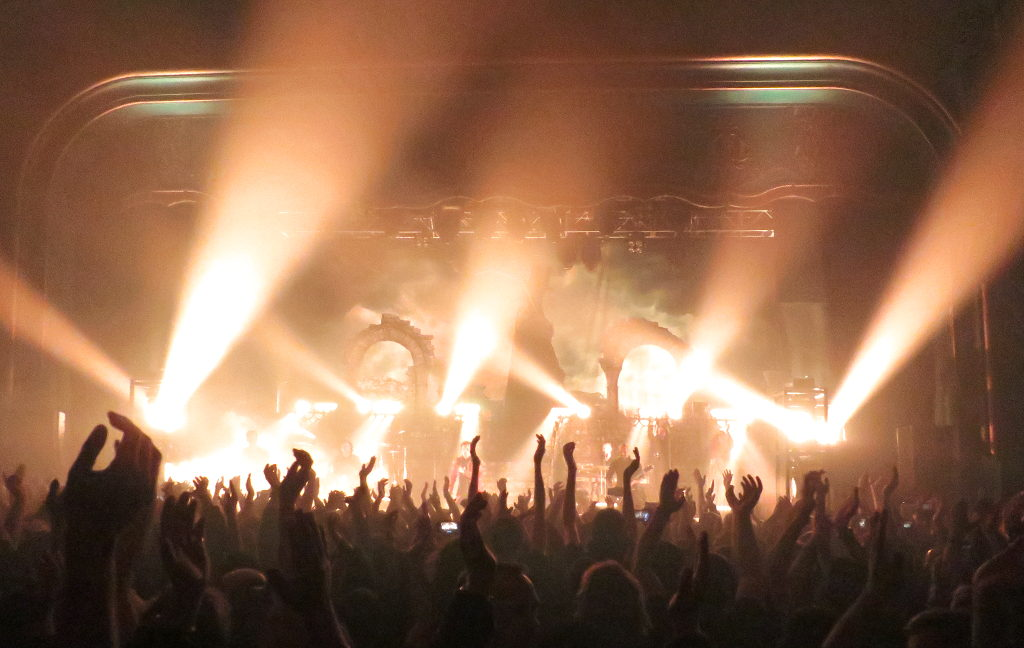
Scène du The Forum de Londres

L'édition 2003 a lieu au The forum de Londres le 3 juin.
| Nomination     | Catégorie       | Résultat |
| -------------- | --------------- | -------- |
| Marilyn Manson | The Golden Gods | Lauréat  |

### 2004

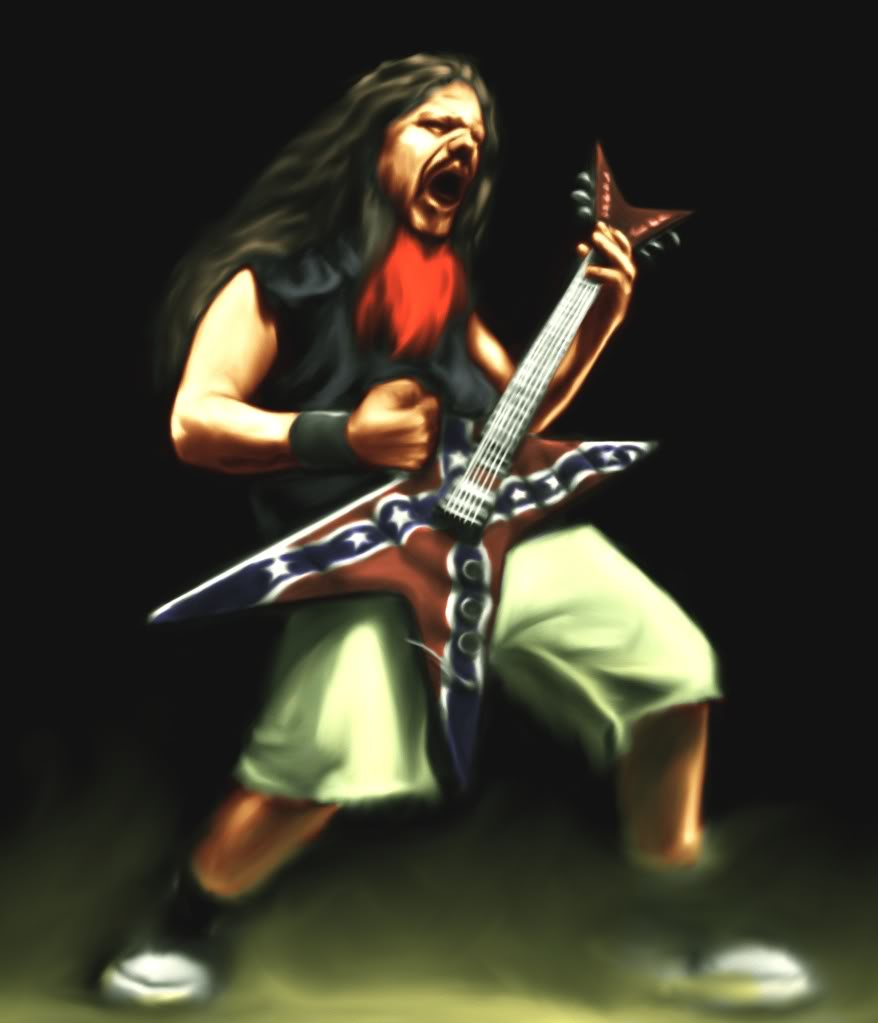
Dimebag Darrell, élu au Best Guitarist Golden God

L'édition 2004 a lieu à l'Ocean de Londres le 7 juin.
| Nommé                                        | Catégorie              | Résultat |
| -------------------------------------------- | ---------------------- | -------- |
| Killswitch Engage - The End Of The Heartache | Best Album             | Lauréat  |
| Dimebag Darrell                              | Best Guitarist         | Lauréat  |
| Metallica                                    | Best International Act | Lauréat  |
| Slayer                                       | Best Live Act          | Lauréat  |
| In Flames                                    | Best Underground Act   | Lauréat  |
| Iron Maiden                                  | Best U.K. Act          | Lauréat  |
| The Darkness - Love Is Only A Feeling        | Best Video             | Lauréat  |
| Funeral for a Friend                         | Breakthrough Band      | Lauréat  |
| Nikki Sixx                                   | Spirit Of Hammer       | Lauréat  |
| Ville Valo - The End Of The Heartache        | The Golden God         | Lauréat  |

### 2005

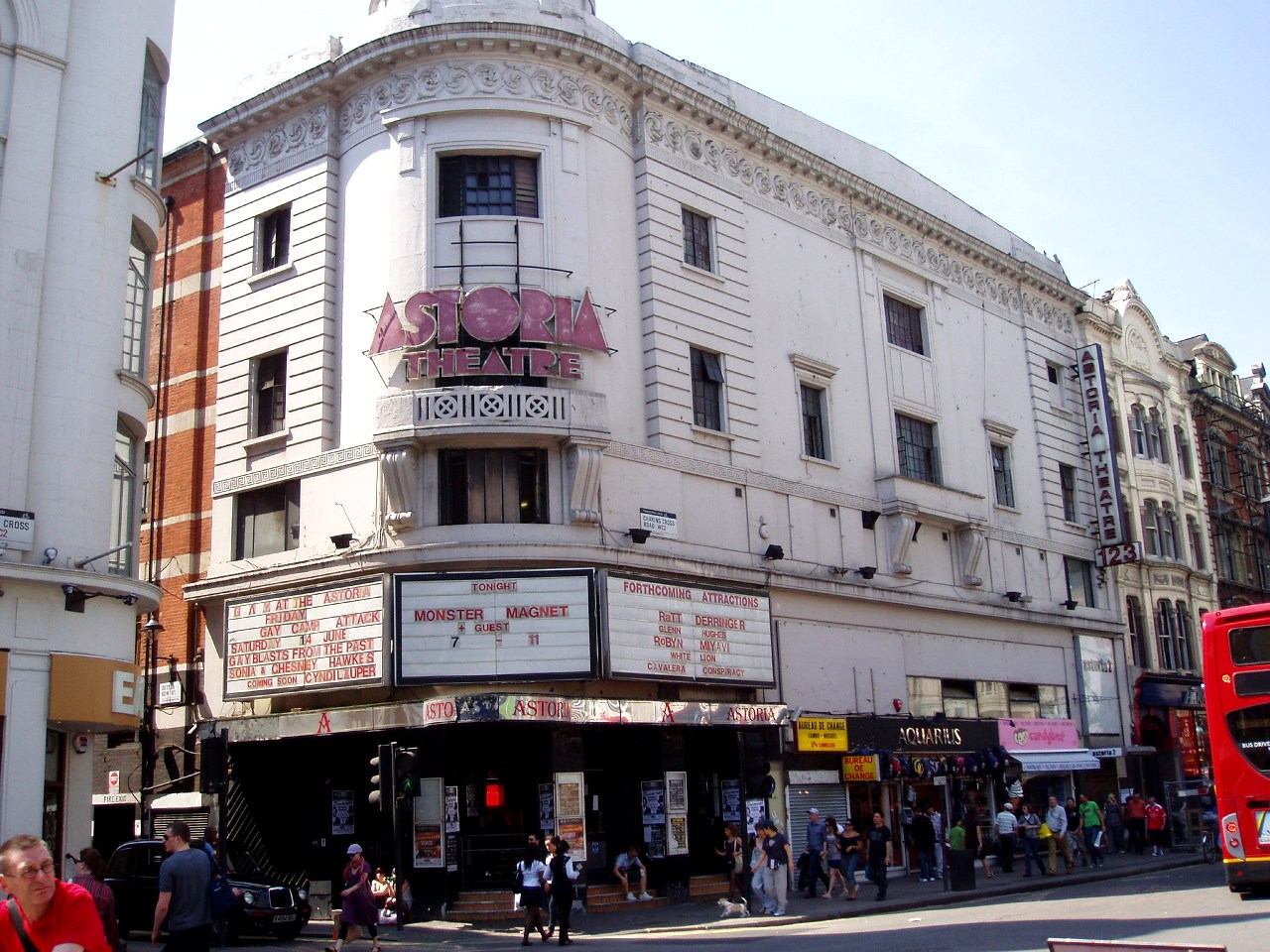
Astoria Theater de Londres

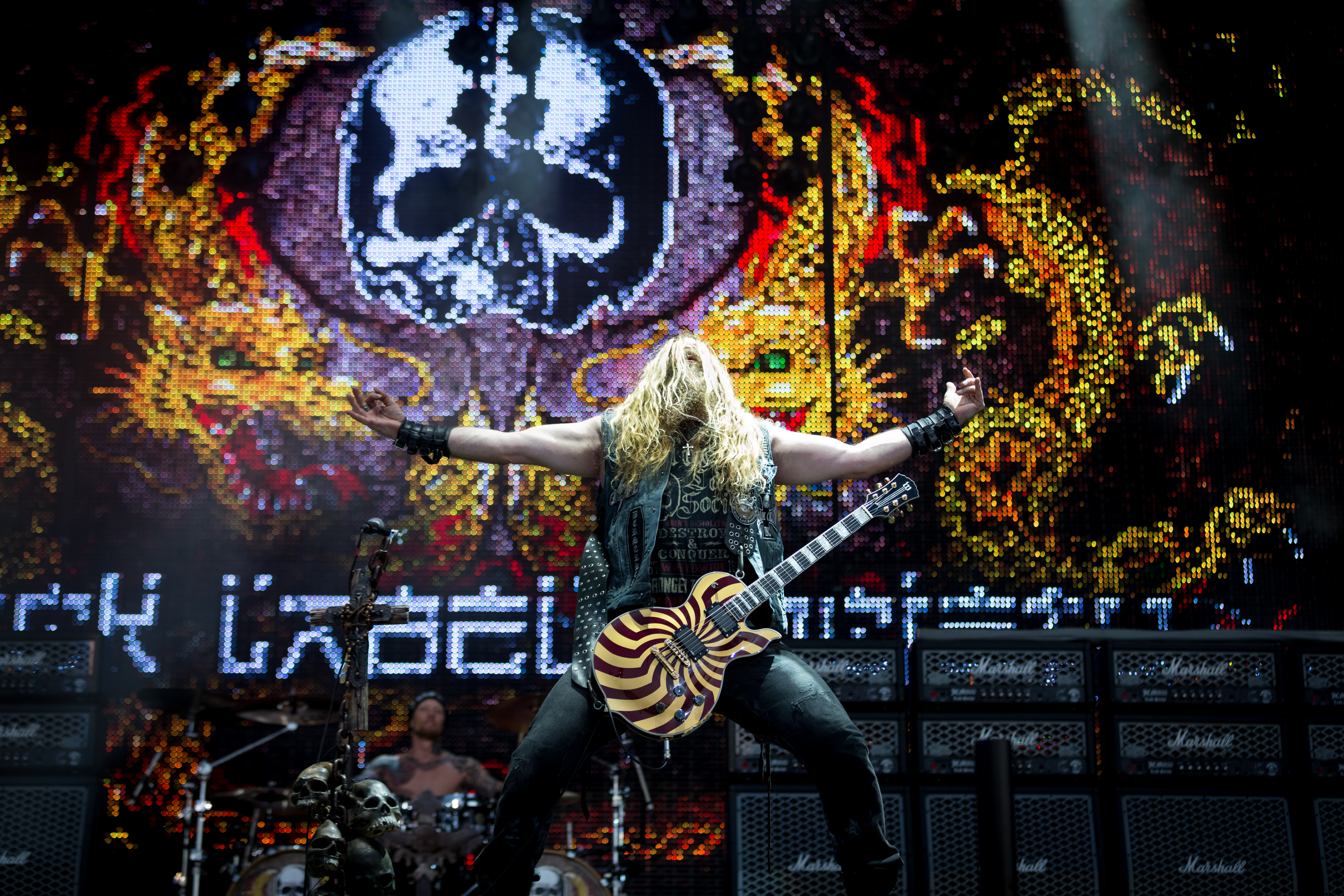
Zakk Wylde, détenteur du Riff Lord Golden God

L'édition 2005 a lieu à l'Astoria Theatre de Londres le 13 juin.
| Nommé                               | Catégorie               | Résultat |
| ----------------------------------- | ----------------------- | -------- |
| Judas Priest - Angel of Retribution | Best album              | Lauréat  |
| The Used                            | Best International Band | Lauréat  |
| Slipknot                            | Best Live Band          | Lauréat  |
| Anthrax                             | Best Metal Band         | Lauréat  |
| Nightwish                           | Best Newcomer           | Lauréat  |
| Roadrunner Records                  | Best Rock Record Label  | Lauréat  |
| Lostprophets                        | Best U.K. Band          | Lauréat  |
| Meshuggah, Mastodon                 | Best Underground Band   | Lauréat  |
| My Chemical Romance - Helena        | Best Video              | Lauréat  |
| Ville Valo                          | Icon                    | Lauréat  |
| Zakk Wylde                          | Riff Lord               | Lauréat  |
| Herman Li - DragonForce             | Shredder                | Lauréat  |
| Black Sabbath                       | Spirit Of Hammer        | Lauréat  |
| Lemmy Kilmister                     | The Golden God          | Lauréat  |

### 2006

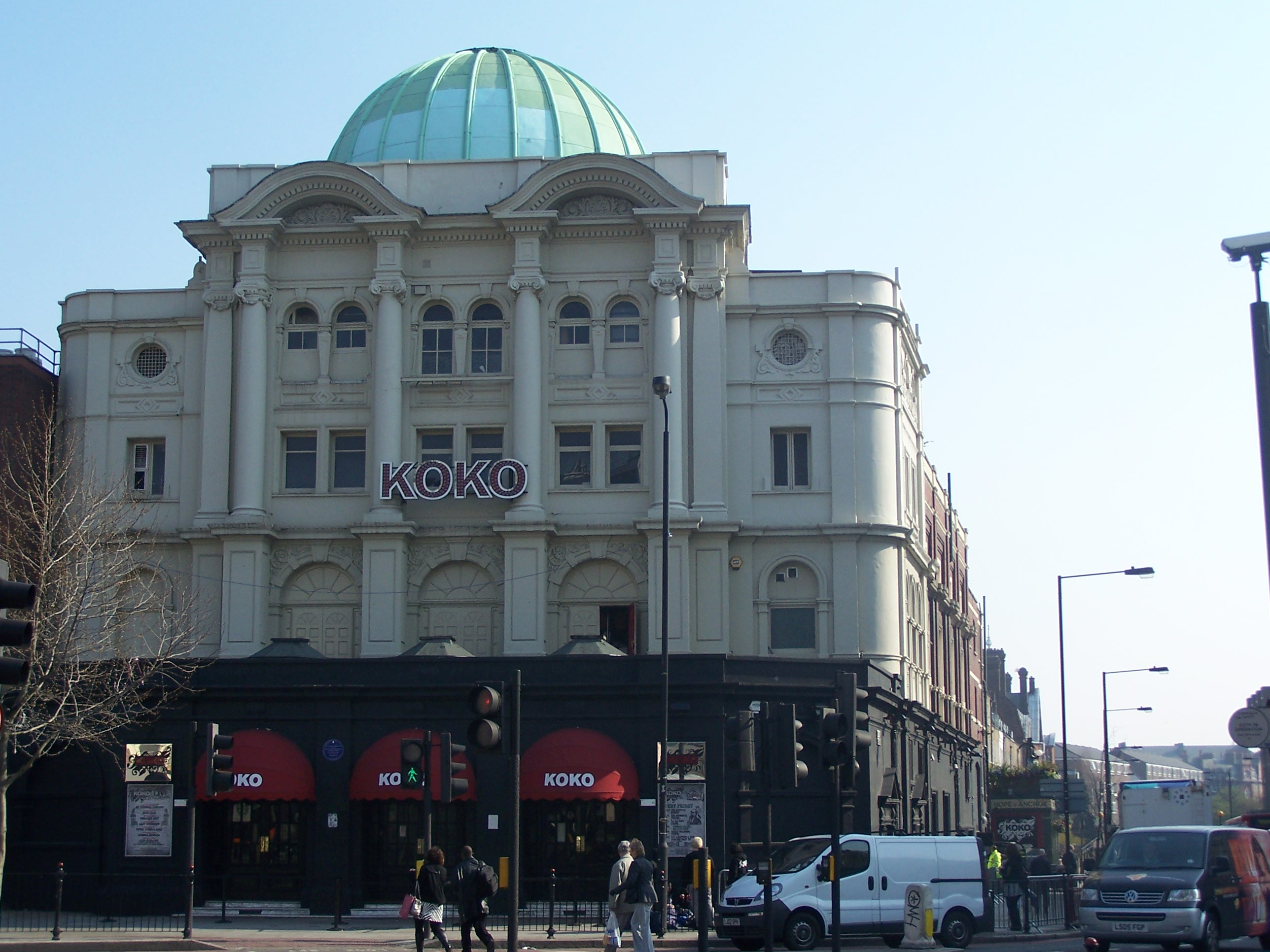
KOKO de Londres

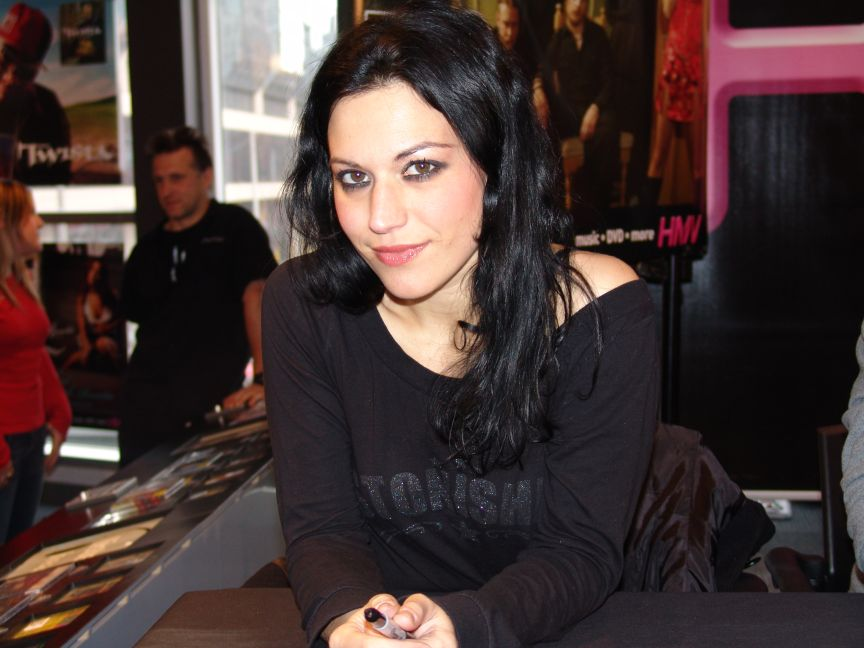
Cristina Scabbia, chanteuse de Lacuna Coil, élue au Icon Golden God

L'édition 2006 a lieu au KOKO de Londres le 12 juin.
| Nomination                         | Catégorie                                 | Résultat |
| ---------------------------------- | ----------------------------------------- | -------- |
| Slayer - Reign In Blood            | Best Album Of The Last 20 Years           | Lauréat  |
| Coheed and Cambria                 | Best Album Of The Year                    | Lauréat  |
| Travis Smith - Trivium             | Best Drummer                              | Lauréat  |
| Avenged Sevenfold                  | Best International Band                   | Lauréat  |
| Trivium                            | Best Live Band                            | Lauréat  |
| Roadrunner Records                 | Best Metal Label                          | Lauréat  |
| Aiden                              | Best Newcomer                             | Lauréat  |
| Bullet for My Valentine            | Best U.K. Band                            | Lauréat  |
| Satyricon                          | Best Underground Band                     | Lauréat  |
| Within Temptation - Angels         | Best Video                                | Lauréat  |
| Cristina Scabbia - Lacuna Coil     | Icon                                      | Lauréat  |
| Jerry Cantrell - Alice in Chains   | Riff Lord                                 | Lauréat  |
| Lordi                              | Spirit Of Hammer                          | Lauréat  |
| Synyster Gates - Avenged Sevenfold | The Dimebags For Young Guitarist Shredder | Lauréat  |
| Matt K. Heafy - Trivium            | The Golden God                            | Lauréat  |

### 2007

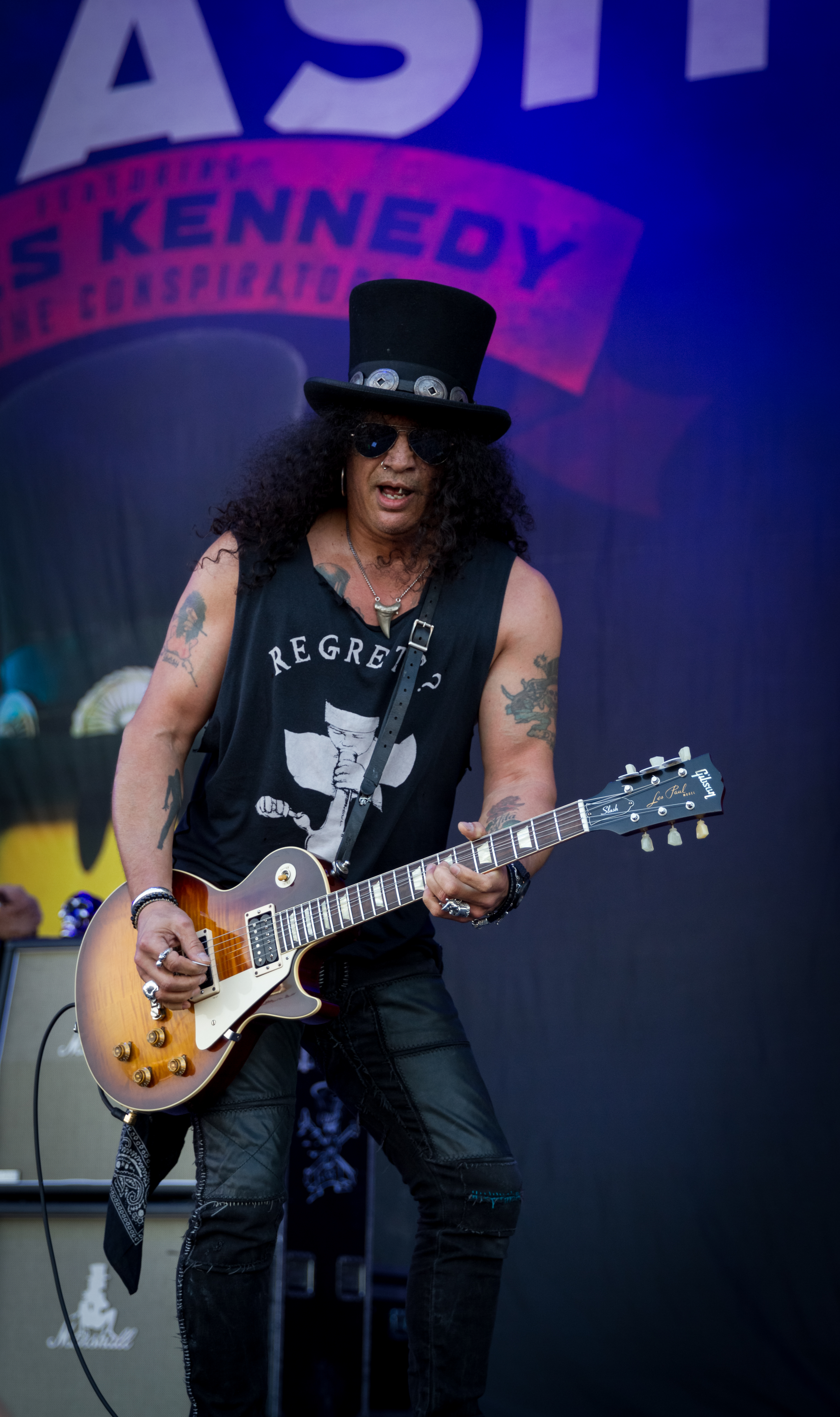
Slash au Rock am Ring 2015, récompensé du Icon Golden God

L'édition 2007 a lieu au KOKO de Londres le 11 juin.
| Nomination                              | Catégorie               | Résultat |
| --------------------------------------- | ----------------------- | -------- |
| Machine Head - The Blackening           | Album Of The Year       | Lauréat  |
| Heaven and Hell                         | Best Comeback           | Lauréat  |
| Killswitch Engage                       | Best International Band | Lauréat  |
| Lamb of God                             | Best Live Band          | Lauréat  |
| Roadrunner Records                      | Best Metal Label        | Lauréat  |
| Deathstars                              | Best Newcomer           | Lauréat  |
| Bullet for My Valentine                 | Best U.K. Band          | Lauréat  |
| Job for a Cowboy                        | Best Underground Band   | Lauréat  |
| Avenged Sevenfold - Seize The Day       | Best Video              | Lauréat  |
| Buckcherry                              | Best Viral Campaign     | Lauréat  |
| Slayer                                  | Icon                    | Lauréat  |
| Slash - Guns N' Roses, Velvet Revolver  | Riff Lord               | Lauréat  |
| Bill Kelliher et Brent Hinds - Mastodon | Shredder                | Lauréat  |
| Napalm Death                            | Spirit of Hammer        | Lauréat  |
| Robb Flynn                              | The Golden God          | Lauréat  |

### 2008

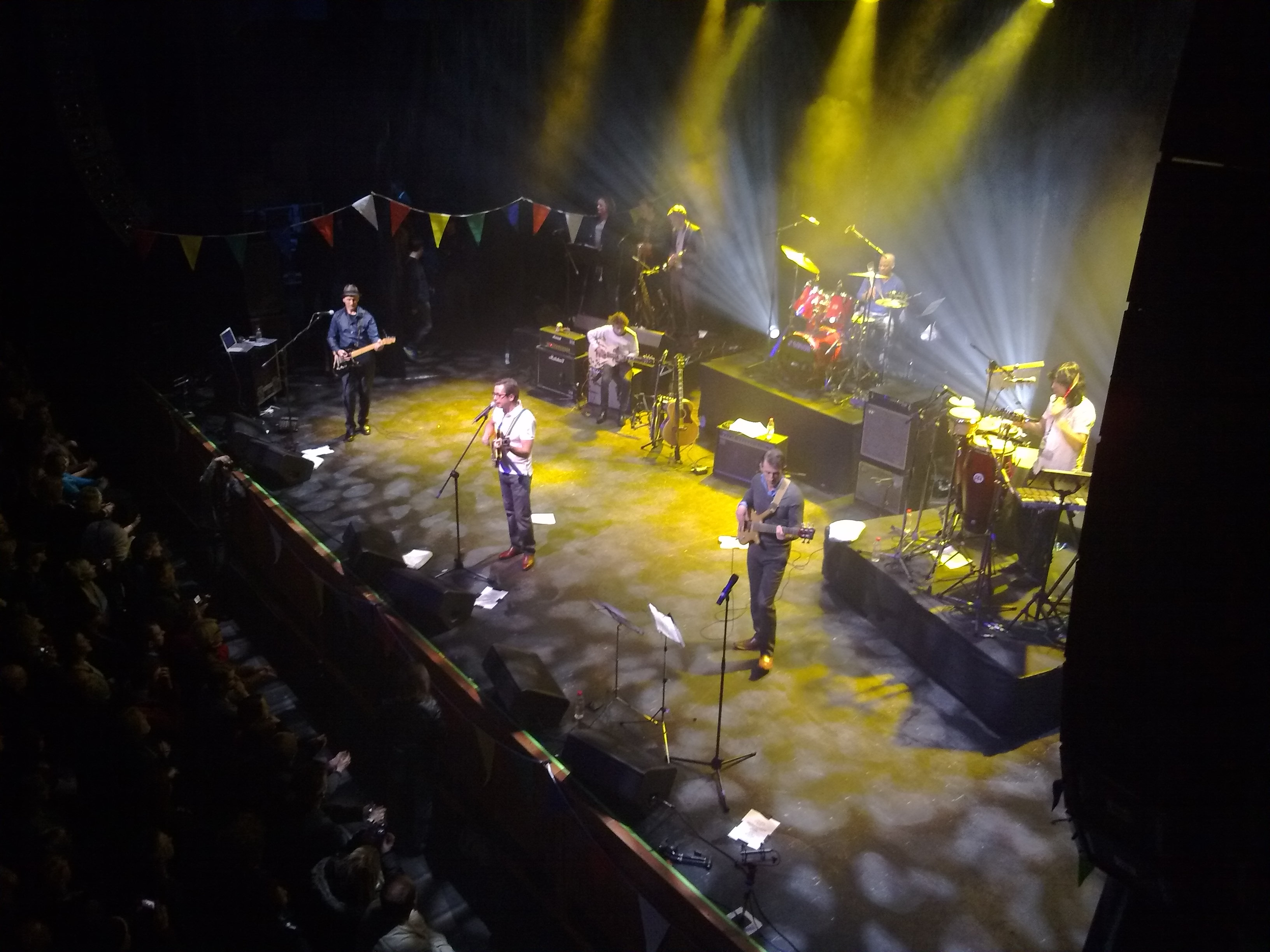
Scène de l'IndigO2 de Londres

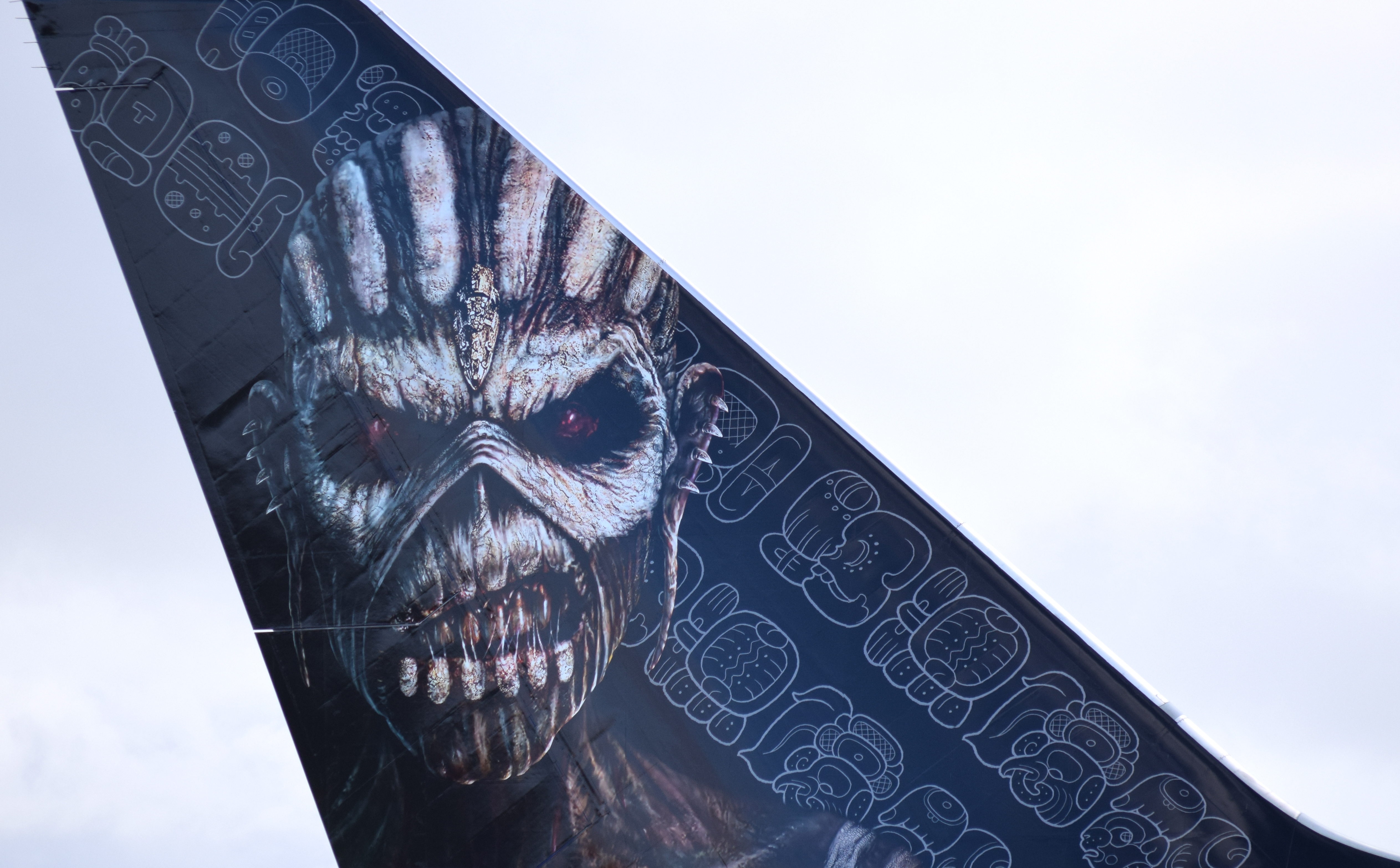
Eddie the Head, mascotte d'Iron Maiden, récompensé du Icon Golden God

L'édition 2008 a lieu au IndigO2 de Londres le 16 juin.
| Nomination                             | Catégorie                | Résultat |
| -------------------------------------- | ------------------------ | -------- |
| Testament - The Formation Of Damnation | Best Album               | Lauréat  |
| Apocalyptica                           | Best Breakthrough        | Lauréat  |
| Airbourne - Runnin' Wild               | Best Debut               | Lauréat  |
| In Flames                              | Best International Band  | Lauréat  |
| Machine Head                           | Best Live Band           | Lauréat  |
| Roadrunner Records                     | Best Metal Label         | Lauréat  |
| Iron Maiden                            | Best U.K. Band           | Lauréat  |
| The Black Dahlia Murder                | Best Underground Band    | Lauréat  |
| Dimmu Borgir - The Serpentine Offering | Best Video               | Lauréat  |
| Alexi Laiho - Children of Bodom        | Dimebag Darrell Shredder | Lauréat  |
| Hard Rock Hell                         | Event Of The Year        | Lauréat  |
| Eddie                                  | Icon                     | Lauréat  |
| William Gledhill                       | Metal For The Masses     | Lauréat  |
| Dave Mustaine                          | Riff Lord                | Lauréat  |
| Max et Igor Cavalera                   | Spirit Of Hammer         | Lauréat  |
| Kerry King                             | The Golden God           | Lauréat  |

### 2009

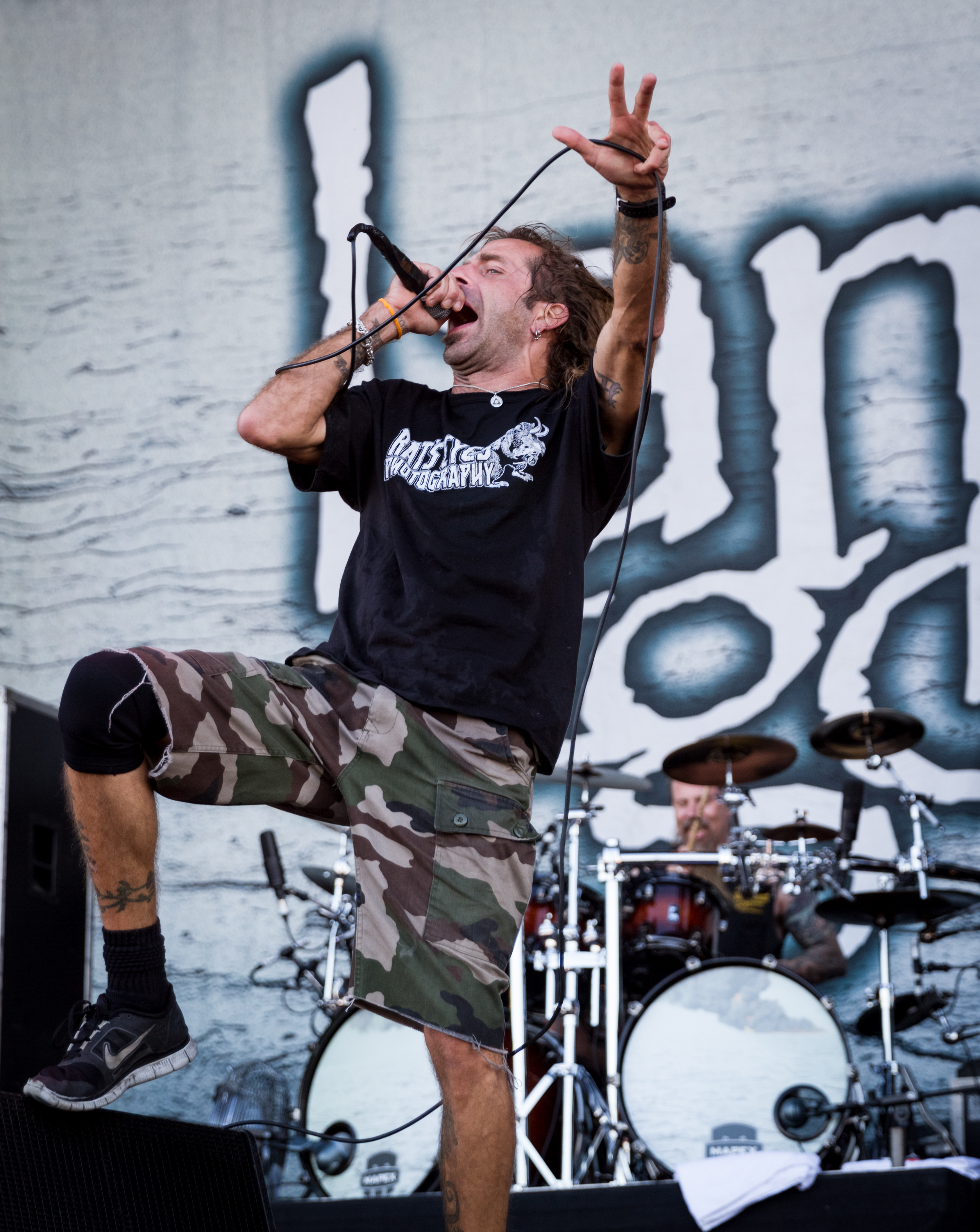
Randy Blythe au Rock am Ring 2015, chanteur de Lamb of God groupe élu au Best Album Golden God

L'édition 2009 a lieu au IndigO2 de Londres le 15 juin.
| Nomination                            | Catégorie                | Résultat |
| ------------------------------------- | ------------------------ | -------- |
| Lamb of God - Wrath                   | Best Album               | Lauréat  |
| Slipknot                              | Best International Band  | Lauréat  |
| Slipknot                              | Best Live Band           | Lauréat  |
| Roadrunner Records                    | Best Metal Label         | Lauréat  |
| Five Finger Death Punch               | Best New Band            | Lauréat  |
| Iron Maiden                           | Best U.K. Band           | Lauréat  |
| Behemoth                              | Best Underground Band    | Lauréat  |
| Amon Amarth                           | Breakthrough             | Lauréat  |
| Herman Li et Sam Totman - DragonForce | Dimebag Darrell Shredder | Lauréat  |
| Download Festival                     | Event of the Year        | Lauréat  |
| Marilyn Manson                        | Icon                     | Lauréat  |
| Emperor                               | Inspiration              | Lauréat  |
| Def Leppard                           | Legends                  | Lauréat  |
| Anvil                                 | Metal As Fuck            | Lauréat  |
| Steve Vai                             | Riff Lord                | Lauréat  |
| Saxon                                 | Spirit of Hammer         | Lauréat  |
| Iron Maiden                           | The Golden God           | Lauréat  |

### 2010

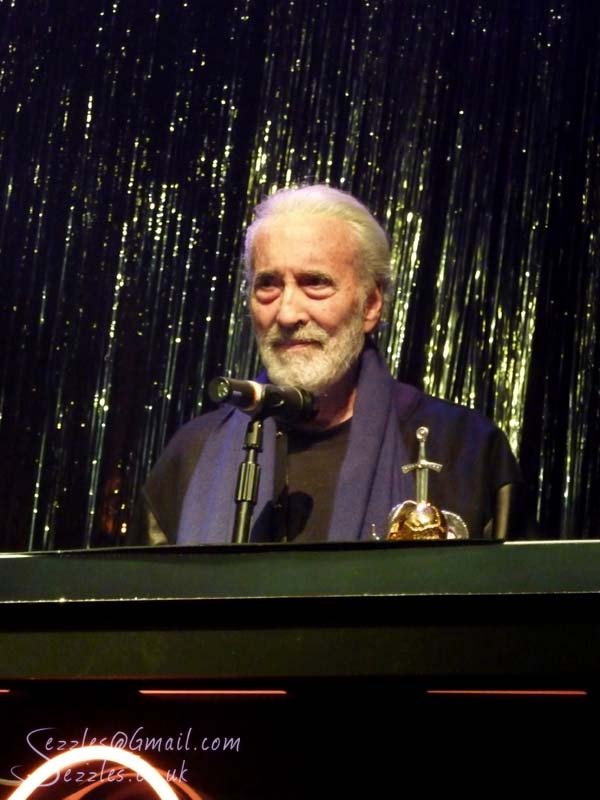
Sir Christopher Lee recevant le Golden Gods Spirit of Hammer

L'édition 2010 a lieu au IndigO2 de Londres le 14 juin.
| Nomination                           | Catégorie               | Résultat |
| ------------------------------------ | ----------------------- | -------- |
| Heaven and Hell - The Devil You Know | Best Album              | Lauréat  |
| The Rev                              | Best Drummer            | Lauréat  |
| Lamb of God                          | Best International Band | Lauréat  |
| Rise to Remain                       | Best New Band           | Lauréat  |
| Bullet for My Valentine              | Best U.K. Band          | Lauréat  |
| Immortal                             | Best Underground Band   | Lauréat  |
| Five Finger Death Punch              | Breakthrough Artist     | Lauréat  |
| Jon & Tracey Morter                  | Defender of the Faith   | Lauréat  |
| Zoltan Bathory                       | Dimebag Darrel Shredder | Lauréat  |
| Demonic Resurrection                 | Global Metal            | Lauréat  |
| Tom G Warrior                        | Inspiration             | Lauréat  |
| Evile                                | Metal As Fuck           | Lauréat  |
| Joe Perry                            | Riff Lord               | Lauréat  |
| Sir Christopher Lee                  | Spirit of Hammer        | Lauréat  |
| Zakk Wylde                           | The Golden God          | Lauréat  |

### 2011

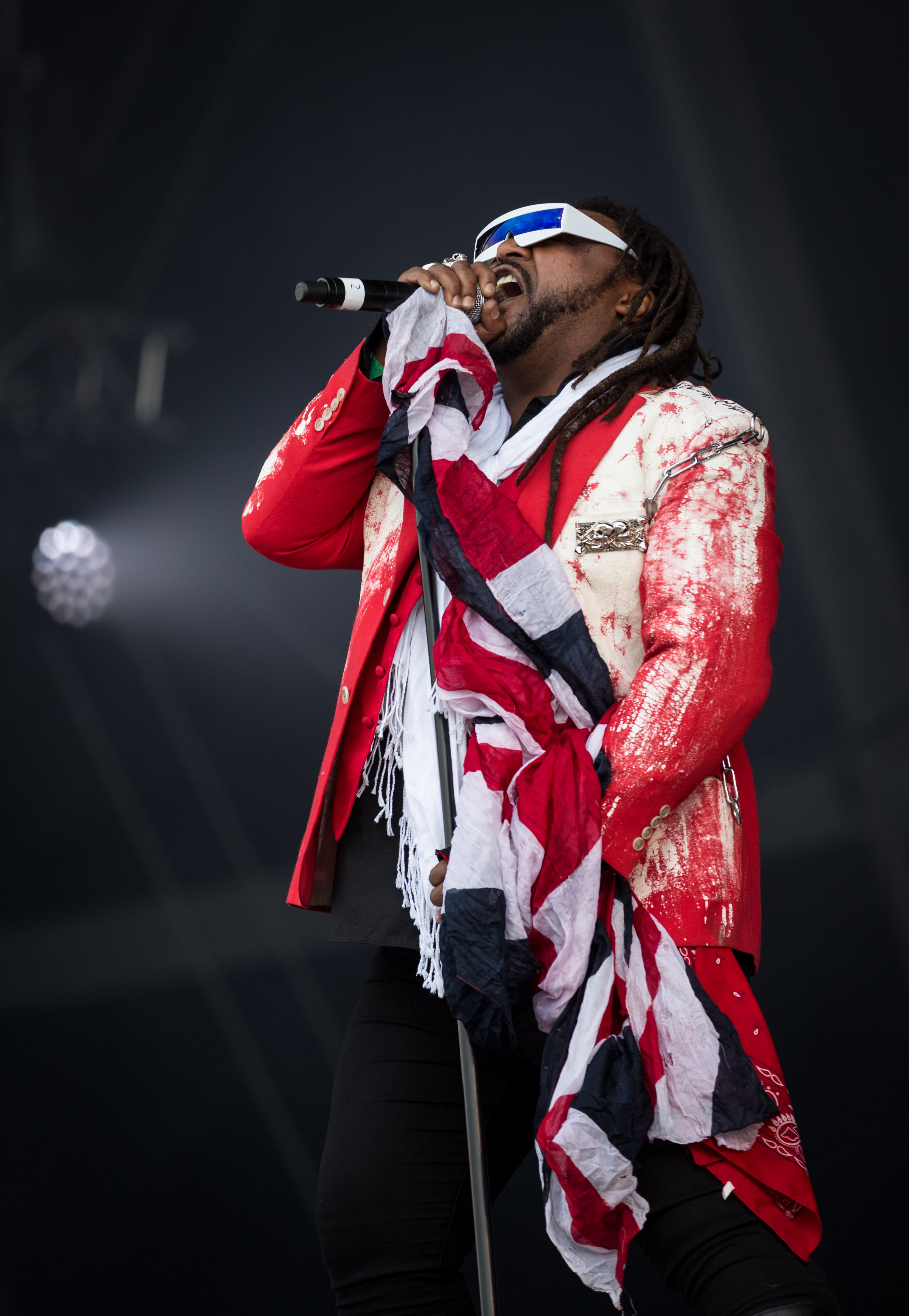
Benji Webbe au Wacken 2015, chanteur de Skindred groupe élu au Best Live Band golden gods

L'édition 2011 a lieu au IndigO2 de Londres le 13 juin.
| Nomination                                                         | Catégorie                | Résultat |
| ------------------------------------------------------------------ | ------------------------ | -------- |
| Killing Joke - Absolute Dissent                                    | Best Album               | Lauréat  |
| Avenged Sevenfold                                                  | Best International Band  | Lauréat  |
| Skindred                                                           | Best Live Band           | Lauréat  |
| The Damned Things                                                  | Best New band            | Lauréat  |
| Iron Maiden                                                        | Best U.K. Band           | Lauréat  |
| Primordial                                                         | Best Underground         | Lauréat  |
| Sabaton                                                            | Breakthrough Artist      | Lauréat  |
| Gus G. (Firewind, Ozzy Osbourne)                                   | Dimebag Darrell Shredder | Lauréat  |
| Big Four of Thrash coming together for first time ever in the U.K. | Event of the Year        | Lauréat  |
| Judas Priest                                                       | Icon                     | Lauréat  |
| Twisted Sister                                                     | Inspiration              | Lauréat  |
| Nergal                                                             | Metal As Fuck            | Lauréat  |
| Pepper Keenan et Kirk Windstein (Down)                             | Riff Lord(s)             | Lauréat  |
| Diamond Head                                                       | Spirit of Hammer         | Lauréat  |
| Rob Zombie                                                         | The Golden God           | Lauréat  |

### 2012

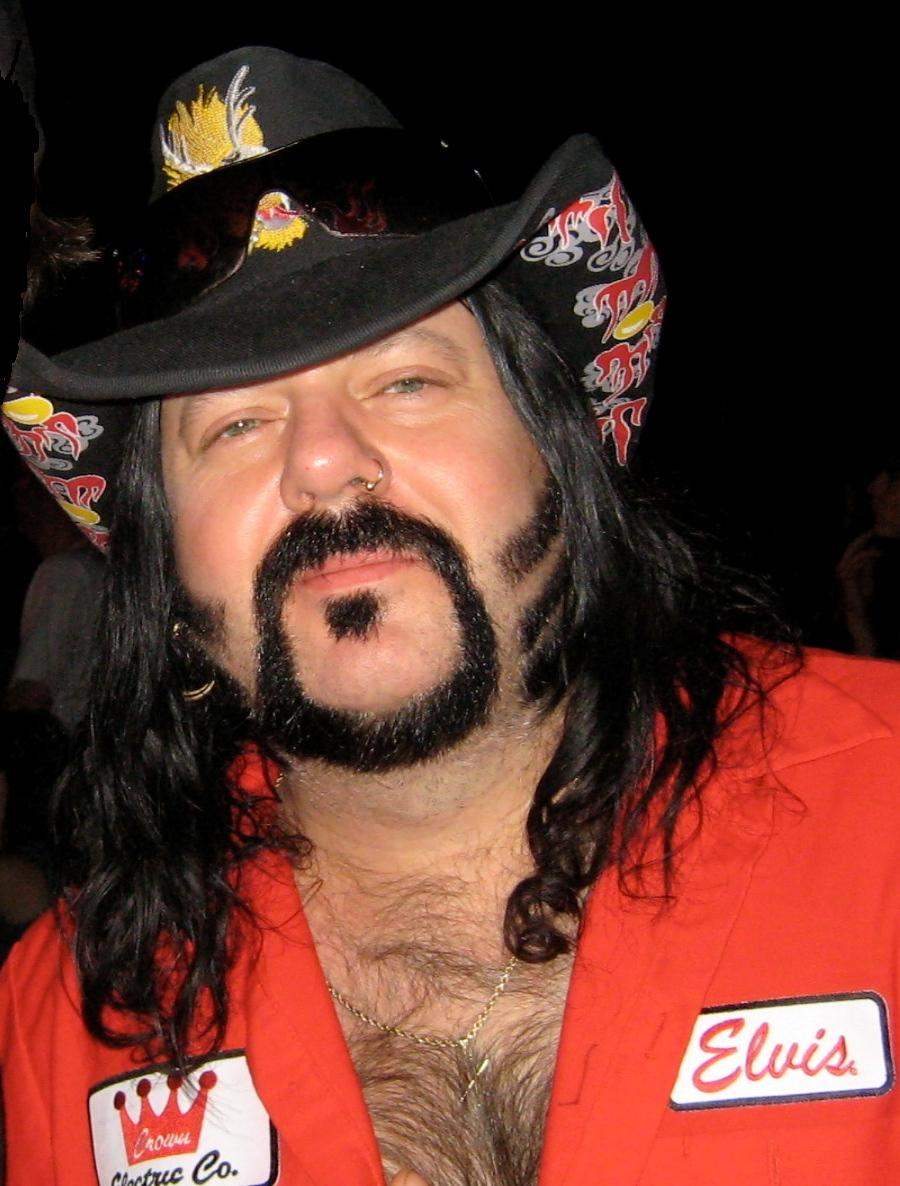
Vinnie Paul, batteur ayant reçu le Best Drummer golden gods

L'édition 2012 a lieu à l'IndigO2 de Londres en partenariat avec Wargaming.net le 11 juin.
| Nomination                | Catégorie                | Résultat |
| ------------------------- | ------------------------ | -------- |
| Mastodon - The Hunter     | Best Album               | Lauréat  |
| Vinnie Paul               | Best Drummer             | Lauréat  |
| Iron Maiden’s U.K. Tour   | Best Event               | Lauréat  |
| Lamb of God               | Best International Band  | Lauréat  |
| Rammstein                 | Best Live Band           | Lauréat  |
| The Defiled               | Best New band            | Lauréat  |
| Saxon                     | Best U.K. Band           | Lauréat  |
| Watain                    | Best Underground Band    | Lauréat  |
| Ghost                     | Breakthrough Band        | Lauréat  |
| Devin Townsend            | Dimebag Darrell Shredder | Lauréat  |
| Fear Factory              | Icon                     | Lauréat  |
| Roadrunner Records        | Inspiration              | Lauréat  |
| Anthrax                   | Metal as Fuck            | Lauréat  |
| Robb Flynn et Phil Demmel | Riff Lord                | Lauréat  |
| Bill Bailey               | Spirit of Hammer         | Lauréat  |
| Joey DeMaio               | The Golden God           | Lauréat  |

### 2013

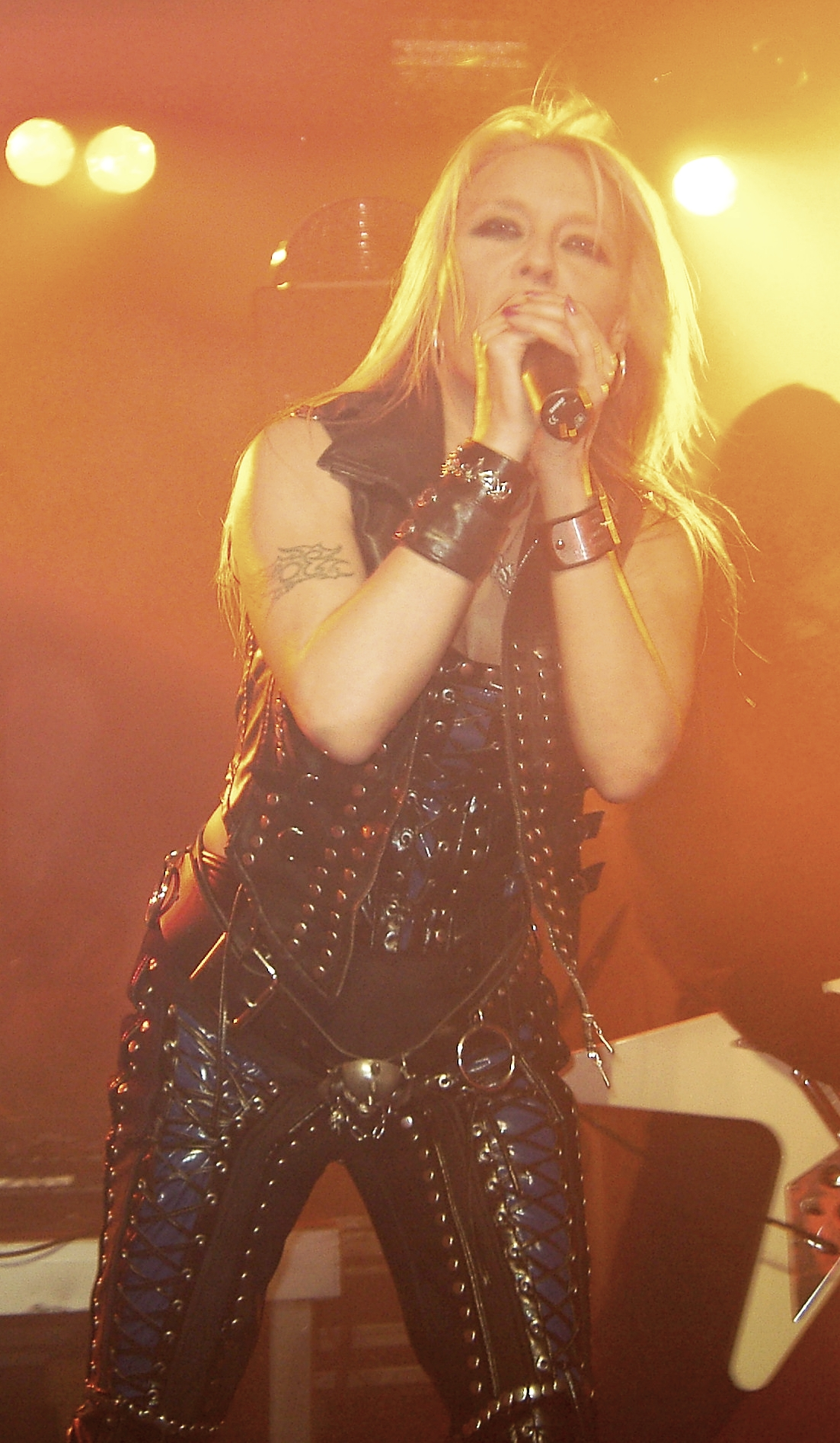
Doro, chanteuse ayant reçu le Legend golden gods

L'édition 2013 a lieu à l'Indig02 à Londres le 17 juin.
| Nomination                      | Catégorie                | Résultat |
| ------------------------------- | ------------------------ | -------- |
| Black Sabbath - 13              | Best Album               | Lauréat  |
| The Heavy Metal Census Campaign | Best Event               | Lauréat  |
| Stone Sour                      | Best International Band  | Lauréat  |
| Gojira                          | Best Live Band           | Lauréat  |
| Bleed from Within               | Best New Band            | Lauréat  |
| Black Sabbath                   | Best U.K. Band           | Lauréat  |
| The Algorithm                   | Best Underground Band    | Lauréat  |
| Asking Alexandria               | Breakthrough Band        | Lauréat  |
| Eric Calderone                  | Dimebag Darrell Shredder | Lauréat  |
| Alice in Chains                 | Icon                     | Lauréat  |
| Paradise Lost                   | Inspiration              | Lauréat  |
| Doro                            | Legend                   | Lauréat  |
| Burgerkill                      | Metal as Fuck            | Lauréat  |
| Scott Gorham                    | Riff Lord                | Lauréat  |
| Brian Blessed                   | Spirit of Hammer         | Lauréat  |
| Motörhead                       | The Golden God           | Lauréat  |

### 2014
L'édition 2014 a lieu à l'Indig02 à Londres en partenariat avec Orange amplification et World of Tanks le 16 juin.
| Nomination                                           | Catégorie                | Résultat |
| ---------------------------------------------------- | ------------------------ | -------- |
| Behemoth - The Satanist                              | Best Album               | Lauréat  |
| Avenged Sevenfold                                    | Best International Band  | Lauréat  |
| Killswitch Engage                                    | Best Live Band           | Lauréat  |
| Devil You Know                                       | Best New Band            | Lauréat  |
| Iron Maiden                                          | Best U.K. Band           | Lauréat  |
| Wardruna                                             | Best Underground Band    | Lauréat  |
| Of Mice and Men                                      | Breakthrough Artist      | Lauréat  |
| Misha Mansoor                                        | Dimebag Darrell Shredder | Lauréat  |
| Grand Theft Auto V                                   | Game of the Year         | Lauréat  |
| Orphaned Land and Khalas                             | Global Metal Act         | Lauréat  |
| Michael Schenker                                     | Icon                     | Lauréat  |
| Hanoi Rocks                                          | Inspiration              | Lauréat  |
| Devin Townsend                                       | King of the Internet     | Lauréat  |
| Mark Tremonti                                        | Riff Lord                | Lauréat  |
| David Prowse                                         | Spirit of Hammer         | Lauréat  |
| Mikael Åkerfeldt                                     | The Golden God           | Lauréat  |
| Steel Panther - Party Like It's the End of the World | Video of the Year        | Lauréat  |

### 2015

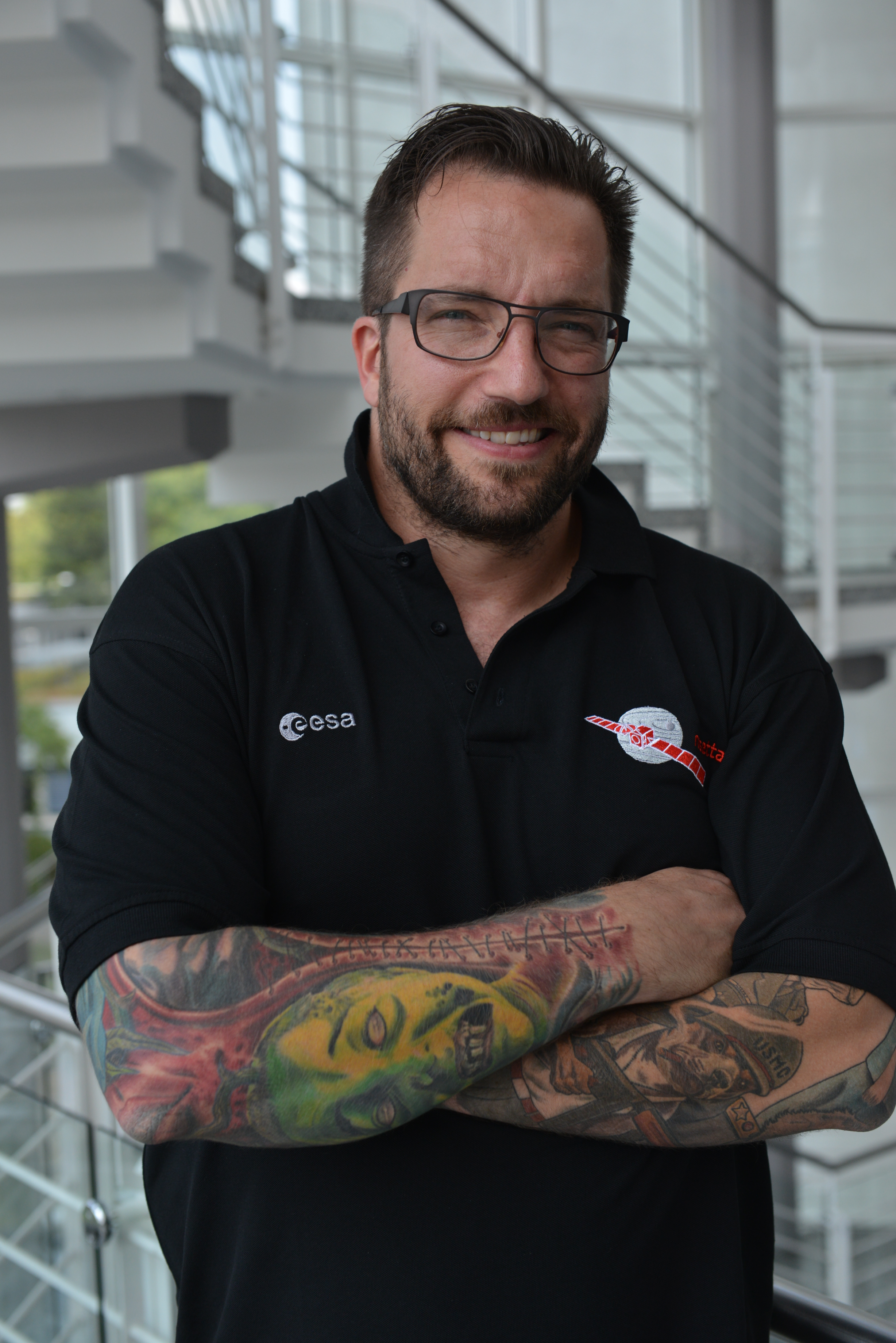
Astrophysicien de l'ESA Matt Taylor récipiendaire du Spirit of Hammer golden gods

L'édition 2015 a lieu à l'Indig02 de Londres en partenariat avec World of Warships le 15 juin.
| Nomination                          | Catégorie                | Résultat |
| ----------------------------------- | ------------------------ | -------- |
| Faith No More - Sol Invictus        | Best Album               | Lauréat  |
| Slipknot                            | Best International Band  | Lauréat  |
| Epitaph Records                     | Best Independent Label   | Lauréat  |
| Of Mice and Men                     | Best Live Band           | Lauréat  |
| We Are Harlot                       | Best New Band            | Lauréat  |
| Bring Me the Horizon                | Best U.K. Band           | Lauréat  |
| Winterfylleth                       | Best Underground Band    | Lauréat  |
| Babymetal                           | Breakthrough Band        | Lauréat  |
| Tommy Thayer                        | Defender of the Faith    | Lauréat  |
| Richie Faulkner                     | Dimebag Darrell Shredder | Lauréat  |
| District Unknown - Martyrs of Metal | Global Metal             | Lauréat  |
| Mike Muir                           | Icon                     | Lauréat  |
| At the Gates                        | Inspiration              | Lauréat  |
| Anthony Vincent (YouTuber)          | King of the internet     | Lauréat  |
| Matt Taylor                         | Spirit of Hammer         | Lauréat  |
| Dave Mustaine                       | The Golden God           | Lauréat  |

### 2016

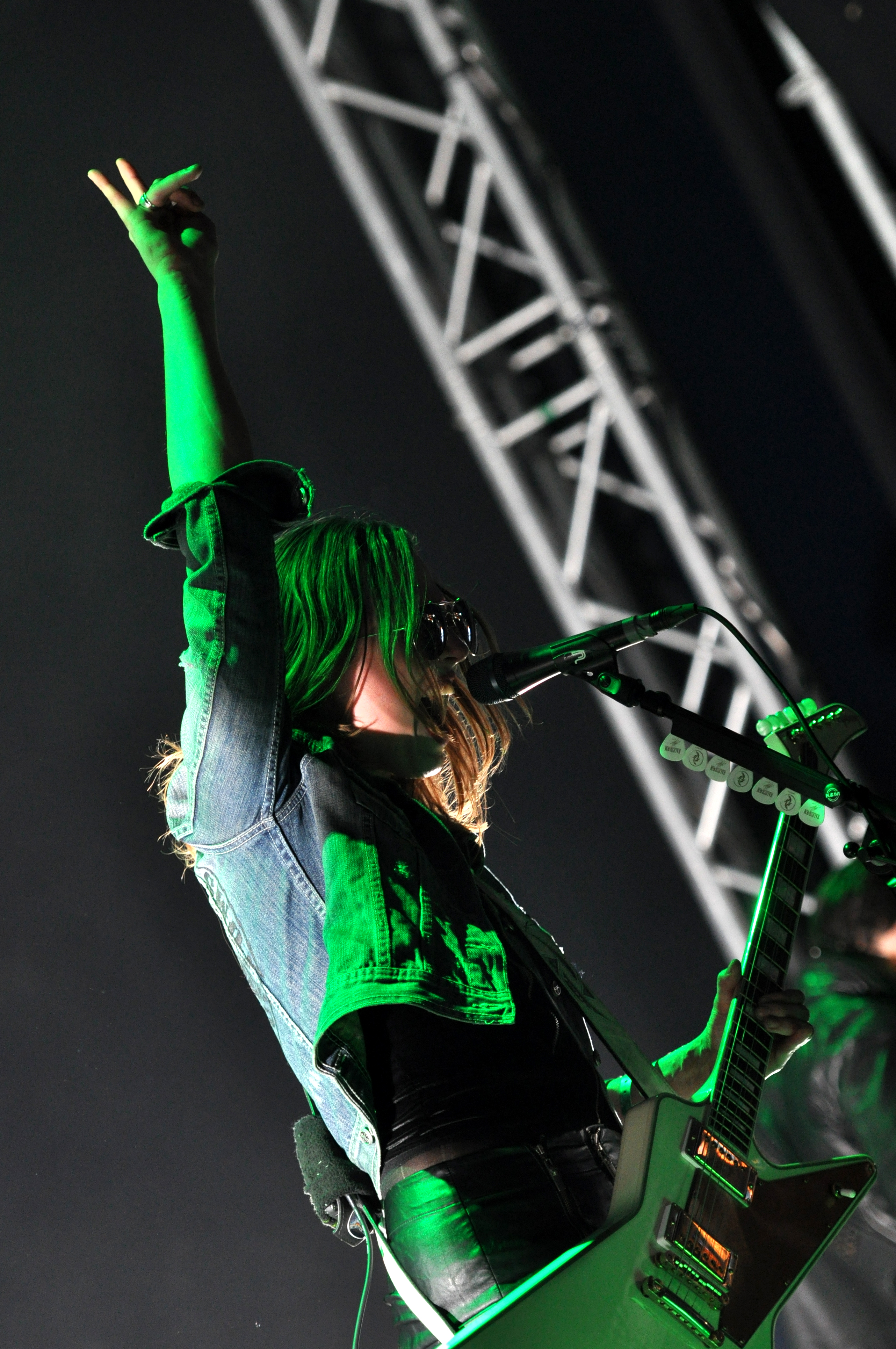
Lzzy Hale du groupe Halestorm première femme ayant reçu le Dimebag Darrell Shredder golden god

L'édition 2016 a lieu à l'Eventim Apollo de Londres le 13 juin.
| Nomination                      | Catégorie                | Résultat |
| ------------------------------- | ------------------------ | -------- |
| Iron Maiden - The Book of Souls | Best Album               | Lauréat  |
| Ghost                           | Best International Band  | Lauréat  |
| Prosthetic Records              | Best Independent Label   | Lauréat  |
| Lamb of God                     | Best Live Band           | Lauréat  |
| Creeper                         | Best New Band            | Lauréat  |
| Asking Alexandria               | Best U.K. Band           | Lauréat  |
| Enslaved                        | Best Underground         | Lauréat  |
| Parkway Drive                   | Best Video               | Lauréat  |
| Beartooth                       | Breakthrough             | Lauréat  |
| Lzzy Hale                       | Dimebag Darrell Shredder | Lauréat  |
| Chthonic                        | Global Metal Band        | Lauréat  |
| Nikki Sixx                      | Icon                     | Lauréat  |
| Anthrax                         | Inspiration              | Lauréat  |
| Phil Campbell                   | Riff Lord                | Lauréat  |
| Joey Jordison                   | The Golden God           | Lauréat  |

### 2018
| Nomination | Catégorie     | Résultat |
| ---------- | ------------- | -------- |
| Lovebites  | Best New Band | Lauréat  |